# خورخي إيبارا
خورخي إيبارا (بالإسبانية: Jorge Ibarra)‏ هو لاعب كرة قدم مكسيكي، ولد في 29 أغسطس 1988 في غوادالاخارا في المكسيك. لعب مع أتلاتيكو إيرابواتو.

## وصلات خارجية
- خورخي إيبارا على موقع قاعدة بيانات كرة القدم.إي يو (الإنجليزية)
- خورخي إيبارا على موقع Soccerway.com (الإنجليزية)